# 長野新幹線
長野新幹線（ながのしんかんせん）は、東日本旅客鉄道（JR東日本）が運行する北陸新幹線のうち、高崎駅 - 長野駅間にかつて用いられていた通称である。
1998年（平成10年）2月の長野オリンピック開催に合わせて、1997年（平成9年）10月1日に北陸新幹線の高崎駅（運転系統上は東京駅） - 長野駅間が開業したが、この時点では北陸地方までつながっていなかったため、便宜的に「長野行新幹線」（ながのゆきしんかんせん）、後に「長野新幹線」と案内されていた。2015年（平成27年）3月14日に、金沢駅まで開業した際に、案内上の呼称は法令に基づく正式名称の「北陸新幹線」に統一され、長野新幹線という呼称は消滅した。以降、JR東日本区間では長野を経由することを明示するため、「北陸新幹線（長野経由）」という表記が用いられることがある（呼称の変遷の詳細は後述）。
以下、当記事では金沢延伸開業前の2015年3月13日までの営業形態について記述する。長野新幹線開業までの詳しい経緯については「北陸新幹線#沿革」を参照。

## 運行形態
金沢延伸開業直前の2015年3月13日時点で、「あさま」が東京駅 - 長野駅間に27往復、東京駅 - 軽井沢駅間に1往復定期列車として運転されたほか、長野県内区間のみの列車として、軽井沢駅始発の下りの「あさま」599号が平日のみ長野駅まで臨時列車として運転されていた。

## 車両
定期営業列車としては、1997年10月の開業時よりE2系0番台（N編成・8両）が用いられ、1998年1月から3月までは200系の一部も充当され冬季長野オリンピックに対応した。2001年7月から2003年9月まではE4系、2014年3月からはE7系（F編成・12両）も充当された。
これら5車種の共通仕様は、50/60Hzの両周波数への対応と、軽井沢駅-安中榛名駅間（実距離23.3km、標高差648m、最大勾配30‰）の下り坂急勾配において、基礎ブレーキ以外に強力な抑速ブレーキを装備していることであった。

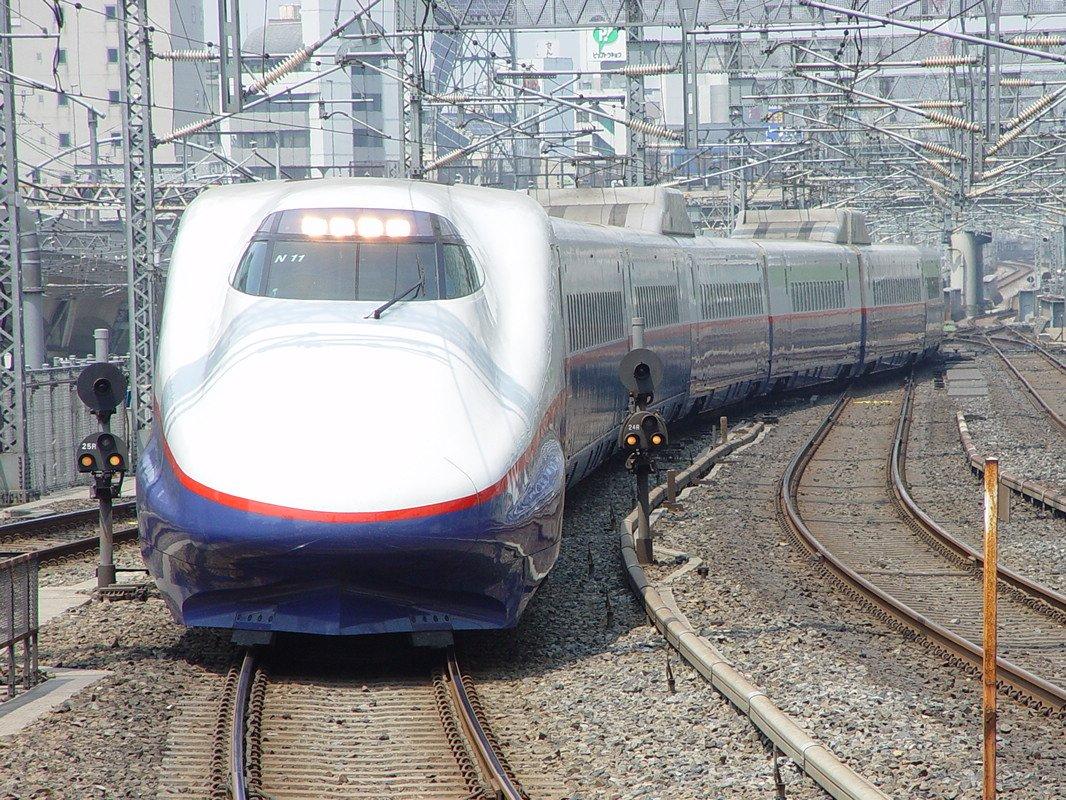
E2系N編成
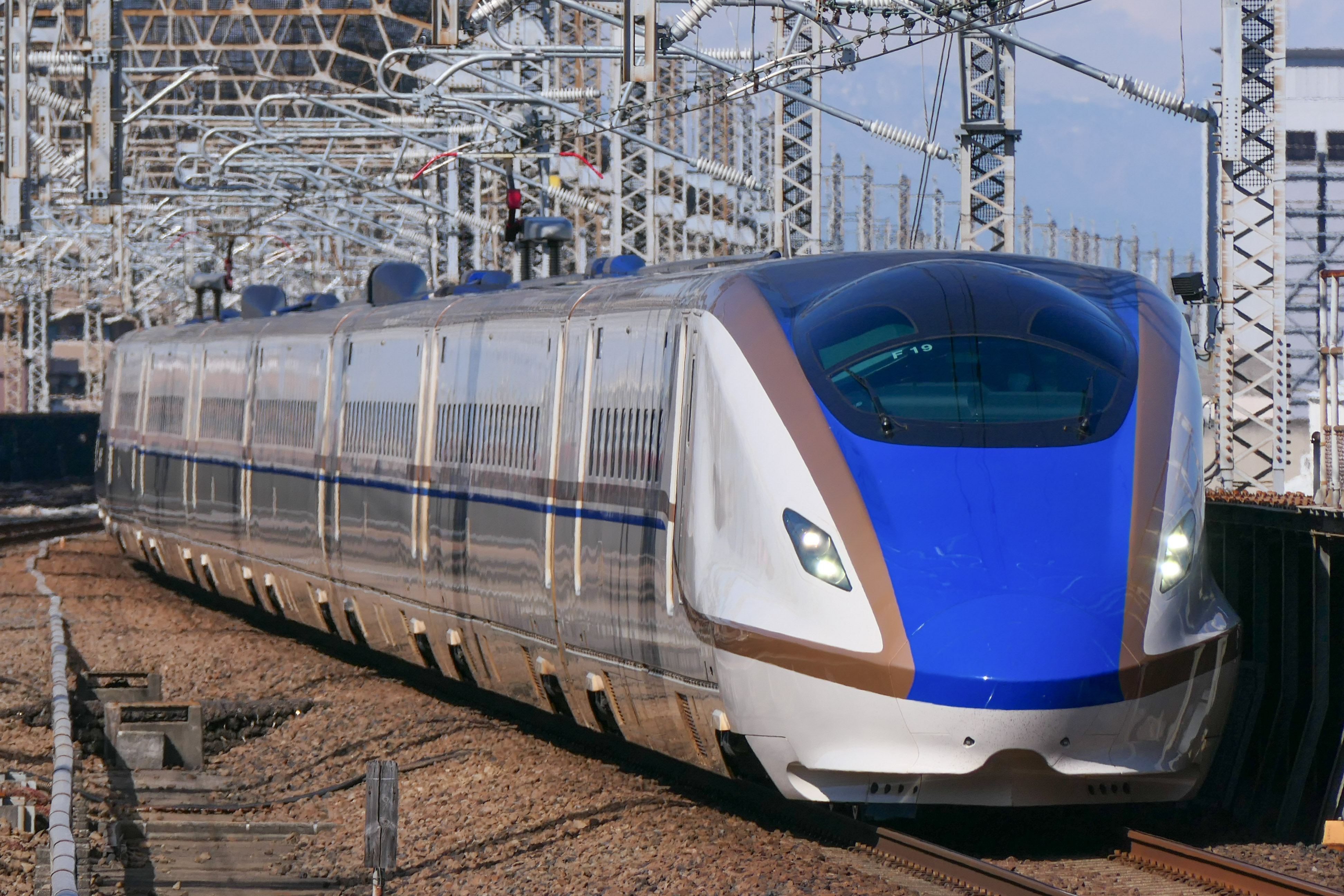
E7系

## 利用状況
ここでは長野新幹線と呼称されていた2014年度までのデータを示す。
| 年度     | 平均通過人員（人/日） | 備考                     |
| 年度     | 高崎 - 長野           | 備考                     |
| -------- | --------------------- | ------------------------ |
| 1997年度 | 21,995                | 10月1日高崎 - 長野間開業 |
| 2002年度 | 18,969                |                          |
| 2006年度 | 19,305                |                          |
| 2007年度 | 19,359                |                          |
| 2008年度 | 19,129                |                          |
| 2009年度 | 18,902                |                          |
| 2010年度 | 17,572                |                          |
| 2011年度 | 17,751                |                          |
| 2012年度 | 18,565                |                          |
| 2013年度 | 19,210                |                          |
| 2014年度 | 21,247                | 3月14日長野 - 金沢間開業 |

## 運賃と特急料金
運賃は営業キロに基づいて算出された。東京駅 - 高崎駅間の営業キロは、並行する東北本線（東京駅 - 大宮駅間）・高崎線（大宮駅 - 高崎駅間）と同一になっていた。高崎駅 - 長野駅間の営業キロは、同区間のすべてを並行するJRの路線がないため、実キロ（新幹線での実際の距離）が営業キロとして用いられた。
特急料金は、「三角表」と称するものにより各駅間個別に定められている。一方、この各駅間の特急料金は当該区間の営業キロに基づいて算出されたものである。営業キロに対応する特急料金、およびその他の特定の区間の特急料金は北陸新幹線#運賃と特急料金の節を参照のこと。
特定の列車を対象とした割引切符として、平日朝に運行される軽井沢発長野行きの下り「あさま599号」のみに乗車できる「朝イチあさま切符」などが発売されていた。
なお、群馬県と長野県との県境付近は、長野新幹線開業に伴い信越本線の横川駅 - 軽井沢駅間が廃止され、並行する在来線がなくなったため普通列車のみでの往来が出来なくなった。しかし、長野新幹線においては上越線支線・博多南線と同様の特急料金不要の特例は設定されず、また在来線と乗り換え可能な高崎駅 - 軽井沢駅間のみの乗車であっても、通常料金よりも割引額の大きい特定特急料金等は設定されていない。

## 営業

### 車内設備
全列車に普通車（E2系：1 - 6・8号車、E7系：1 - 10号車）とグリーン車（E2系：7号車、E7系：11号車）を連結していたほか、E7系を使用する列車ではより上位のグレードである「グランクラス」車両（12号車）も連結していた。

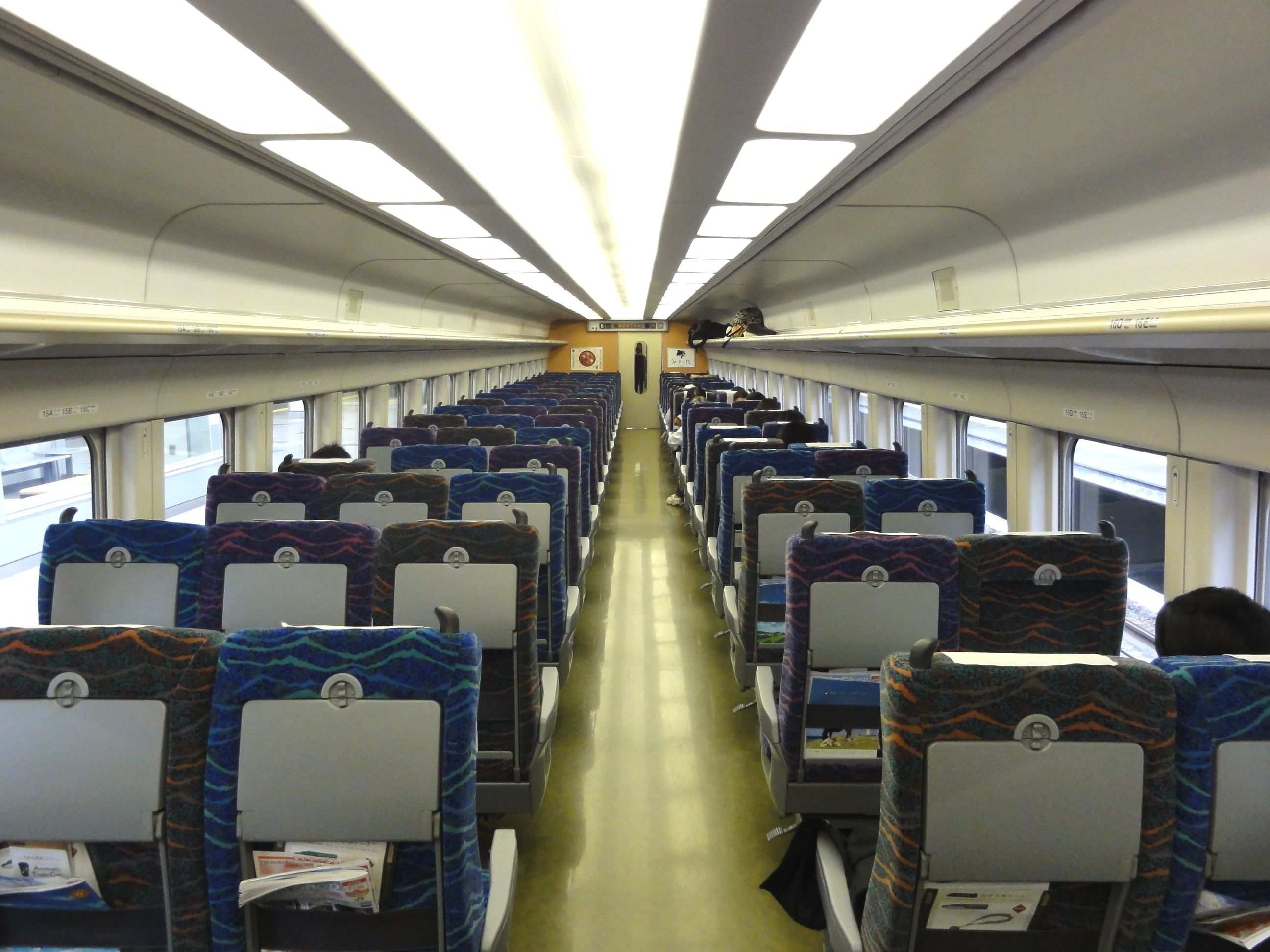
E2系の普通車
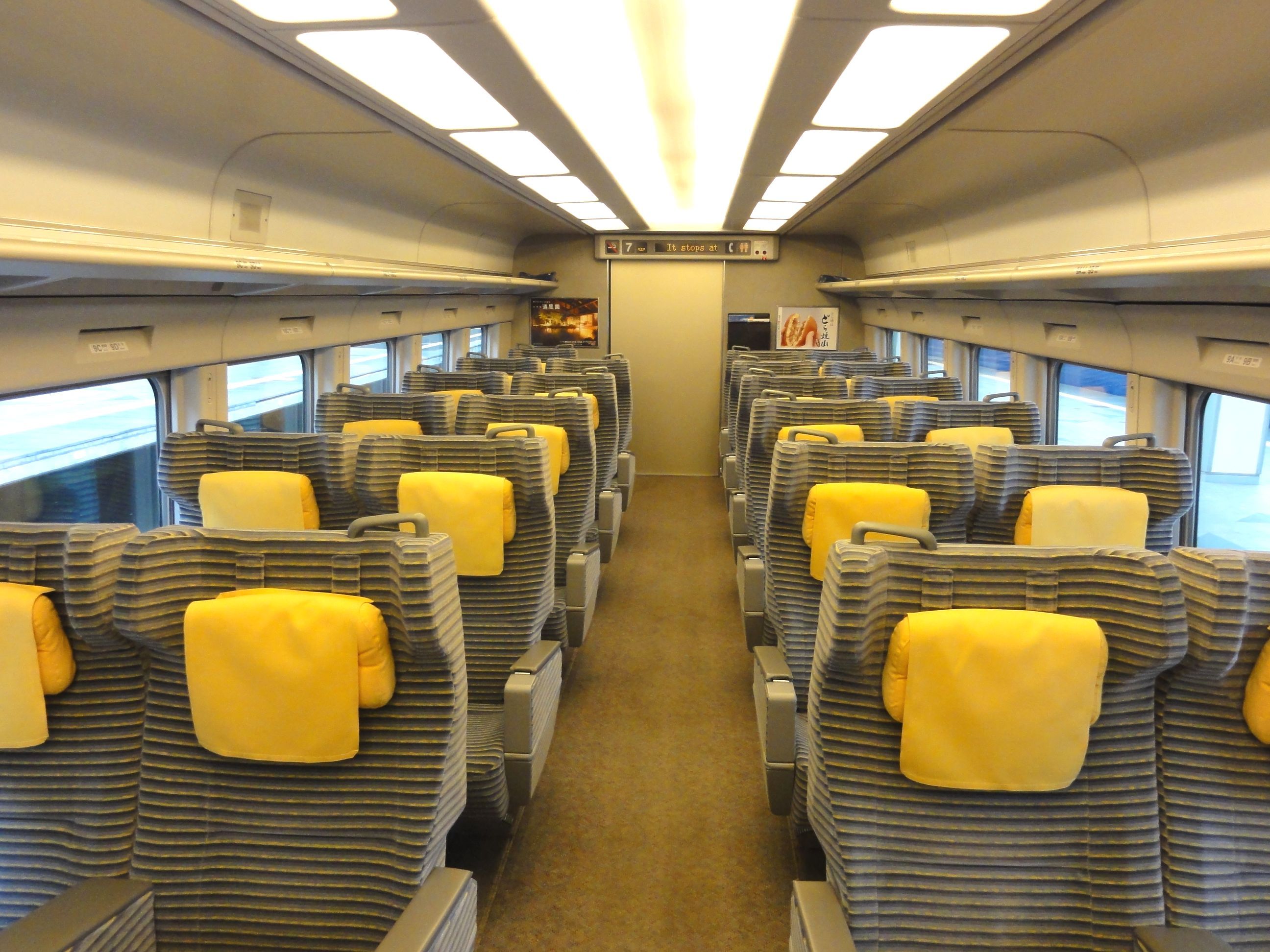
E2系のグリーン車
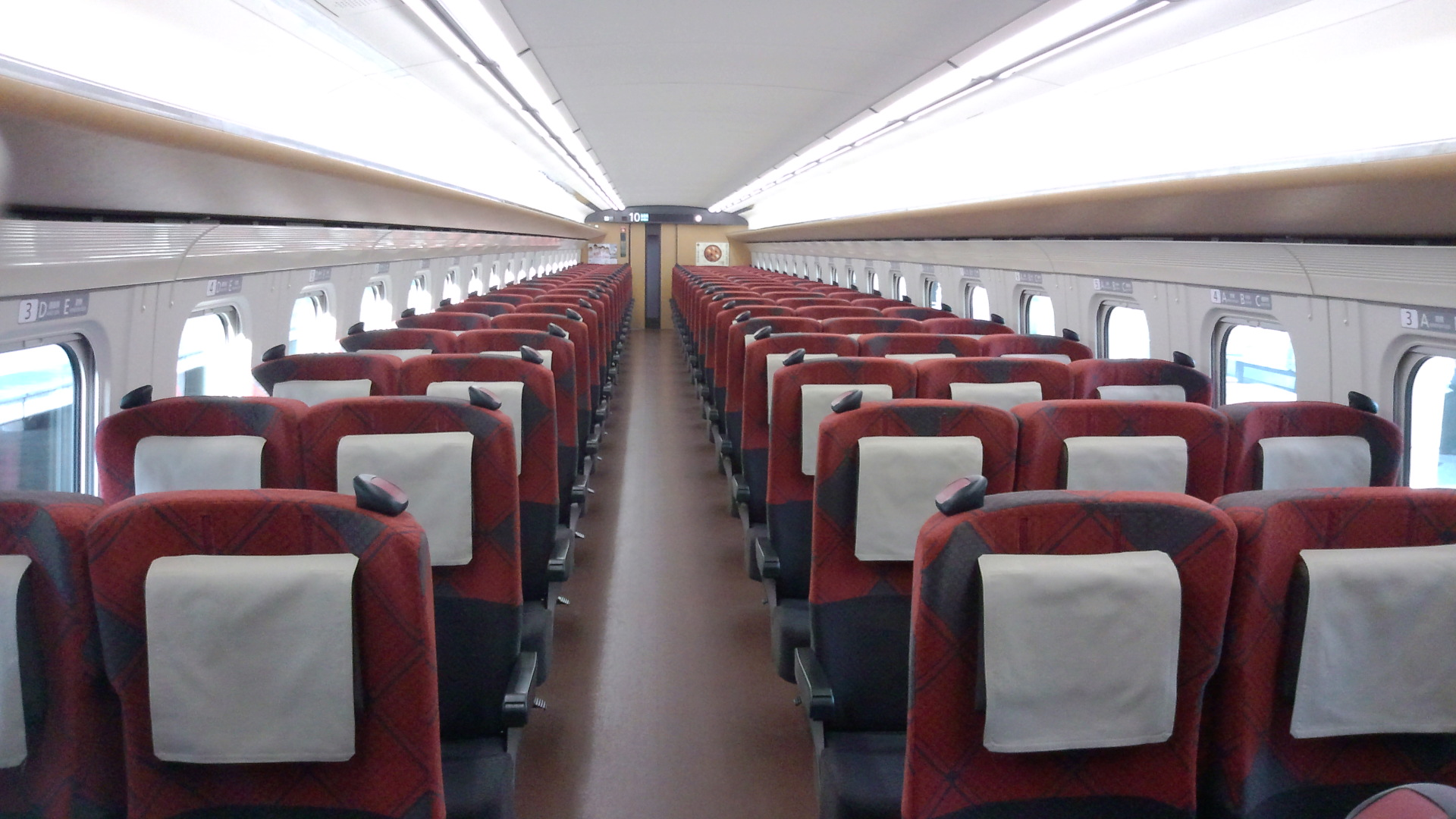
E7系の普通車
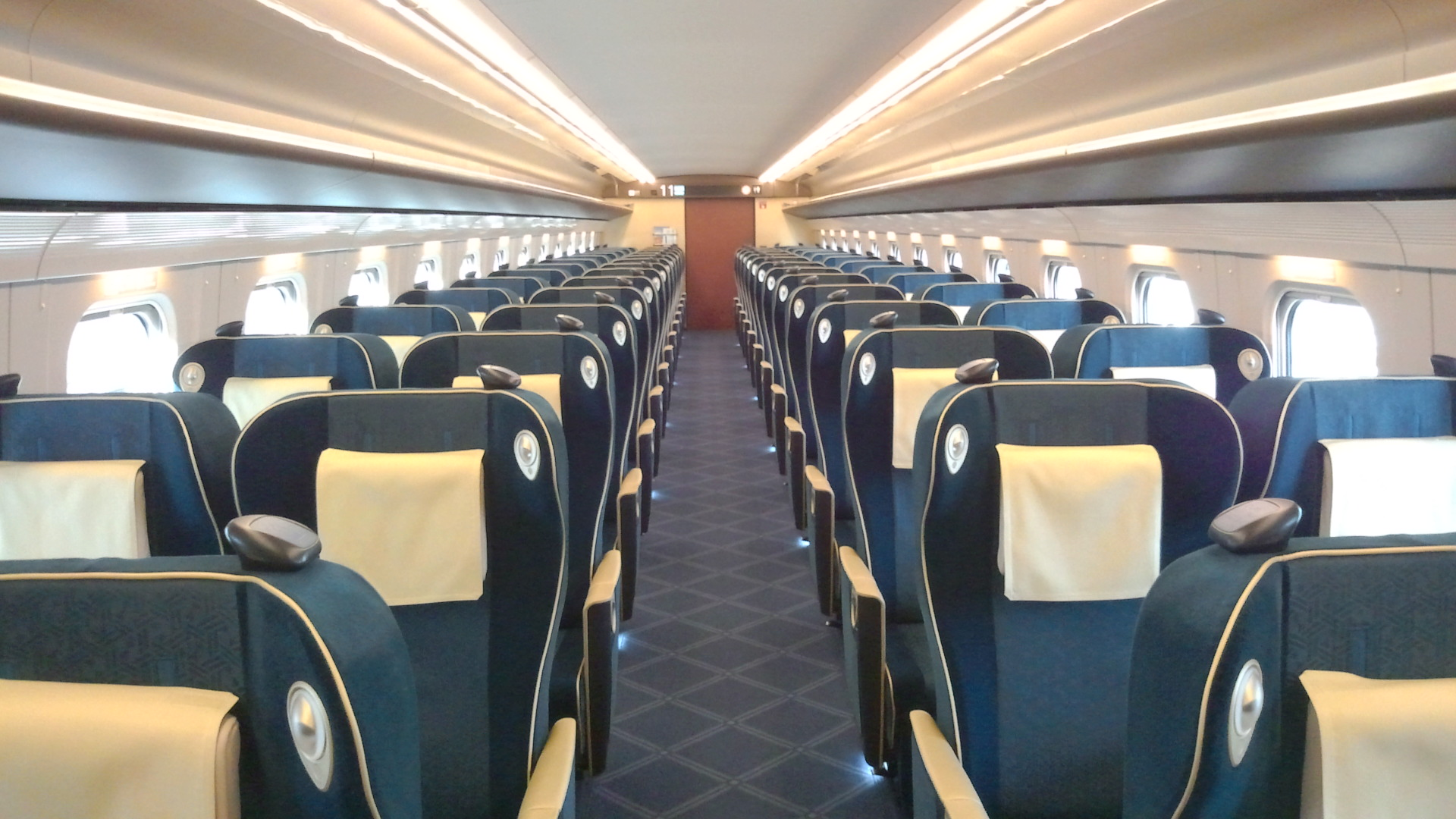
E7系のグリーン車
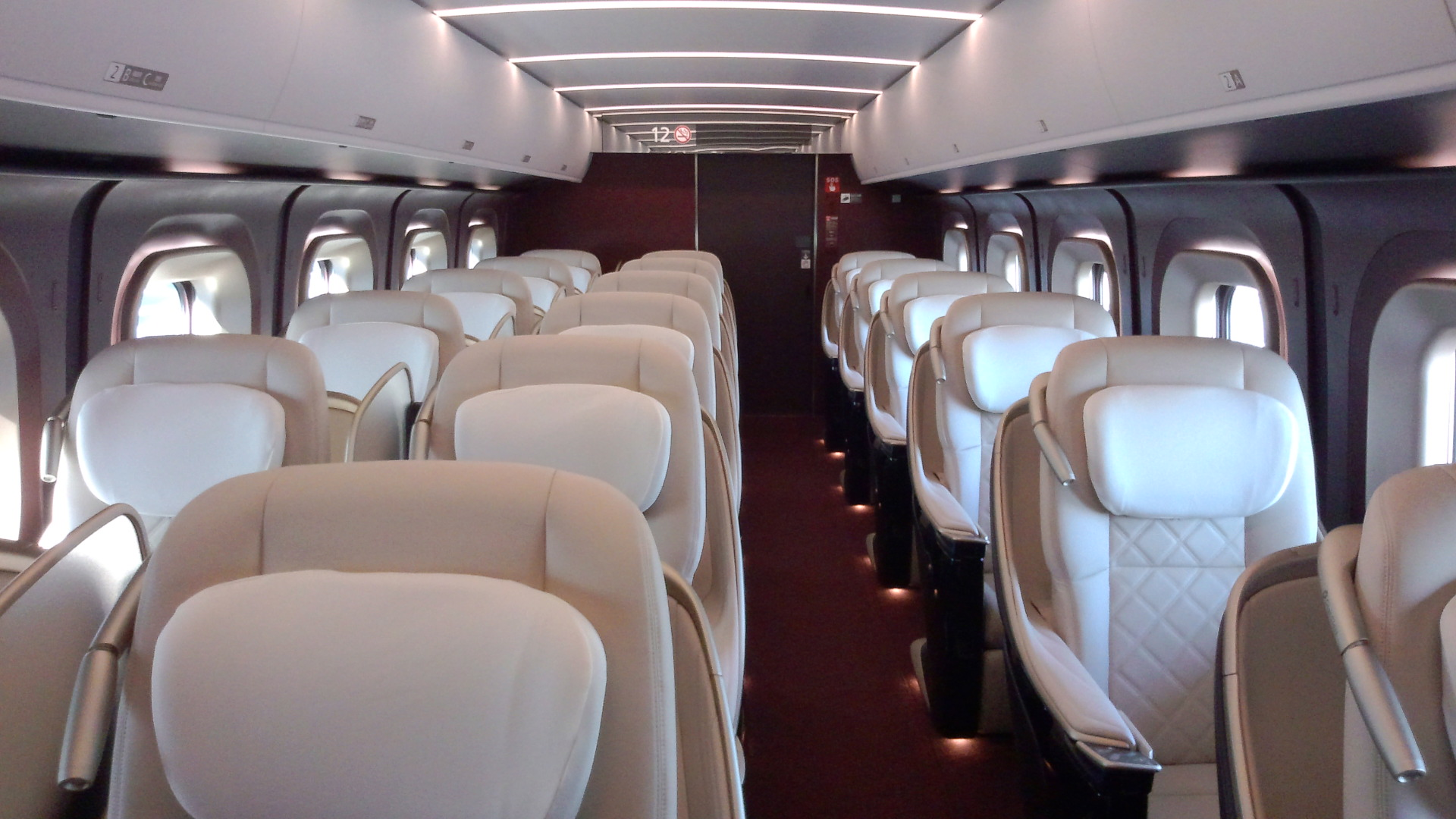
E7系のグランクラス

なお、2004年12月のダイヤ改正で指定席、自由席各1両以外が禁煙化された後、2005年12月のダイヤ改正でJR東日本の新幹線としては初めて全面禁煙化された。

### 車内改札
長野新幹線を含むJR東日本の各新幹線では、原則として車内改札を行わない。これは、乗客が乗車駅の自動改札機を通過する際に指定券のデータを読み取り、車掌が携帯する端末に伝送することで座席毎の予約状況を車上で把握可能とするシステムが導入されているためである。車掌は携帯端末に表示された予約状況と乗客の着席状況を照らし合わせ、一致していれば正規の乗客であるとみなして通過し、指定券が発券されていない座席に乗客が着席している場合などに限って、声を掛け確認していた。

### 車内放送
開業当初よりすべての停車駅で同一のオリジナル楽曲がチャイムとして使われていた。ナレーションはフジテレビ元アナウンサーの堺正幸が担当していた。当該チャイムとナレーションは、金沢延伸後、そして敦賀延伸後も同等区間に引き継がれている。

## 「長野新幹線」の呼称の変遷

### 高崎 - 長野間先行開業時の呼称
1972年7月に公示された全国新幹線鉄道整備法（全幹法）第4条第1項に基づく「建設を開始すべき新幹線鉄道の路線を定める基本計画」（昭和47年7月3日 運輸省告示第243号）において、東京都から長野市、富山市付近を経由して大阪市に至る新幹線の路線名が「北陸新幹線」と定められると、翌1973年11月に運輸大臣により決定された整備計画でも同じ名称が規定され、「北陸新幹線」が法令上の根拠を持つ名称となっていた。
その後、1989年に高崎 - 軽井沢間、次いで1991年に軽井沢 - 長野間がいずれもフル規格（標準軌新線）で着工され、1998年の長野オリンピックに向けて1997年秋の高崎 - 長野間の先行（部分）開業の方針が固まると、開業前年の1996年ごろから長野県内の経済界において、北陸地方まで行かず長野止まりで開業する北陸新幹線について「長野へ向かう新幹線と分かる通称の使用を（関係機関へ）働き掛ける」といった動きが見られた。
開業を半年後に控えた1997年4月、高崎 - 長野間の運行主体となるJR東日本の松田昌士社長は、同年3月の北越急行ほくほく線開業で東京から北陸地方への最短ルートが上越新幹線（越後湯沢駅）経由となったことを踏まえ、「（『北陸新幹線』の名称を使用すると）北陸方面に行きたい乗客には紛らわしくなる。『北陸新幹線』という正式名称は使えないのではないか」との認識を示し、原山清己JR東日本副社長も「北陸方面へ行くルートは別にあり（『北陸新幹線』の名称使用は）不適当だ」と述べ、JR東日本として「北陸新幹線」とは別の営業用の通称使用を検討していることを明らかにした。
これらのJR東日本の動向に対し、吉村午良長野県知事は「（乗客の）紛らわしさをなくすため、何らかの工夫は必要ではないか」としつつ、北陸各県と協力して新幹線建設を目指してきたこれまでの経緯を念頭に、「長野止まりを印象づけるような名前は困る」と述べ、JR東日本が言及する通称の使用には消極的な意向を示した。また北陸地方の沿線自治体からも、長野以北のフル規格での着工が決まっていない中で「北陸」の名称を外してしまうと、「『北陸新幹線は長野止まりでいい』という空気が広がり、新幹線の建設が長野で止まってしまう事態にもつながりかねない」として、「北陸」の名称を残すことを求める声が上がった。
こうした反応がある中、1997年7月25日にJR東日本は、新幹線「あさま」のダイヤ発表と同時に、路線名や案内呼称を以下のように扱うことを発表した。
- 北陸方面に向かう乗客の誤乗車防止のため、東京駅や上野駅、大宮駅など首都圏の駅構内掲示や列車時刻表では「長野行新幹線」の案内名称で表示し[注 17]、原則として「北陸新幹線」の名称は使用しない。
- 駅構内放送および車内放送では「長野新幹線」を使用する。
- 安中榛名駅、軽井沢駅、佐久平駅、上田駅、長野駅の駅構内掲示では単に「新幹線」とする。

こうして1997年10月1日の開業を迎えたが、「長野行新幹線」の表記は、長野駅を含めた長野県内の複数駅の券売機の画面でも使用されたため、ほどなく長野県内の利用者から「（券売機の画面で、東京 - 高崎間で線路を共用する「上越新幹線」の表示もある中）東京へ行くきっぷを買うにはどこを触れればいいか分からない」などの不満の声が上がり、「長野行」表記の評判は芳しいものではなかった。そうした事情もあり、マスメディアでは車内放送等で用いられた「長野新幹線」の使用が広がり、定着していった。
そして翌1998年6月、JR東日本はマスメディアなどで「長野新幹線」の呼称が定着した状況を追認する形で、1998年6月号の時刻表から「長野行新幹線」の表記を「長野新幹線」に変更し、JRグループが出資する弘済出版社（現交通新聞社）の『JR時刻表』や日本交通公社出版事業局（現JTBパブリッシング）の『JTB時刻表』も、同年6月号から目次や索引地図で「長野行新幹線（北陸新幹線）」としていたのを「長野新幹線（北陸新幹線）」へ、ダイヤ頁の表記も「長野行新幹線」から「長野新幹線」に変更した。
その後、東京駅など首都圏の一部駅の構内掲示の「長野行新幹線」も徐々に姿を消し、構内掲示も含めて全面的に「長野新幹線」が用いられるようになった。また、時刻表の索引地図等で「長野新幹線（北陸新幹線）」と併記されていたのも、2002年ごろから「（北陸新幹線）」の表記がなくなり、「長野新幹線」単独で表記されるようになった。

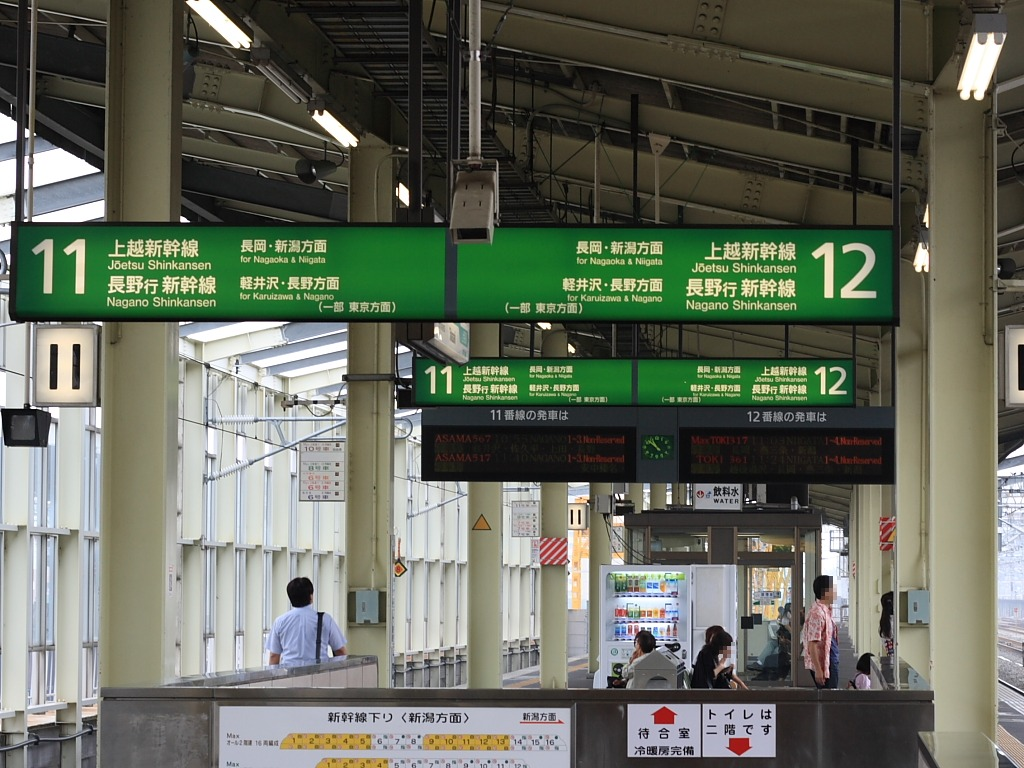
「長野行新幹線」表記が残っていた高崎駅新幹線ホーム（2007年7月21日撮影）。現在は「北陸新幹線（長野経由）」に変更されている。

### 長野 - 金沢間延伸開業時の呼称の見直し
2004年12月の政府・与党申合せで、未開業の長野以北の区間のうち、長野 - 金沢間を2014年度末にフル規格で一体的に開業する方針が固まり、開業に向けた同区間の工事が進むと、2008年ごろから長野県内では経済界を中心に、長野以北の延伸開業時に「長野新幹線の呼称が廃止されかねない」と危惧する声が上がるようになり、長野県や県内沿線自治体によって呼称の影響に関する調査が行われた。
2009年2月には長野商工会議所が、金沢延伸開業後の通称を「長野北陸新幹線」とするよう関係機関に働きかける活動を始め、同年3月には長野県商工会議所連合会など8団体が、JR東日本長野支社に対して、金沢延伸開業後の呼称を「長野北陸新幹線」とするように要望した。これらの長野県内の経済団体の動きについて村井仁長野県知事は一定の理解を示し、「長野県の気持ちというのをご理解いただけるよう一所懸命努力したい」と述べ、「長野」の呼称存続に意欲を示した。
2010年になると鷲沢正一長野市長も「金沢延伸開業後も『長野』という名称を残したい」との意向を示す一方、村井仁の後任で同年9月に長野県知事に就任した阿部守一は、「長野新幹線という名称については北陸関係県等での受けとめは厳しいものがある」との認識を示し、「長野」呼称存続について、いったん慎重な姿勢を見せた。
2011年5月には長野県内の北陸新幹線沿線自治体（31市町村）で構成する連絡協議会が、同年度の総会において「長野」呼称の存続を求める決議を行い、従来より呼称存続の活動を行ってきた長野県内の経済団体に加え、県内の自治体からも存続を求める動きが本格化した。さらに同年9月には、長野市内の市民有志の間で「長野」呼称存続に向けた署名活動が始まるなど、市民レベルの動きも活発化した。
これらの動きに対し、2011年10月、JR東日本の清野智社長は「地元意見を参考にして、JR東日本が主導して最終的な呼称は決定する」との意向を示した。他方、同月に富山県内で開催された北信越市長会の総会において、長野県市長会は「長野」の呼称存続を国などに求める提案を行ったが、北陸各県の自治体の理解を得られず提案は不採択となり、長野県内の自治体と北陸各県の自治体との温度差・認識の違いが浮き彫りとなった。
2012年には長野県内の自治体関係者から、「長野」の呼称存続に慎重姿勢の阿部長野県知事に対して、呼称存続をJRなどに働きかけることを求める声が相次いだ。また同年6月には、長野市議会関係者が新潟県の上越市議会議長らに対し、金沢延伸開業後の呼称が「北陸長野新幹線」となるよう協力を求めるといった動きも見られた。
その後、金沢延伸開業時期が2015年3月と具体化し、開業まで2年余りとなった2013年2月、阿部長野県知事は「1997年の長野開業から15年が経過し、長野新幹線の呼称が全国的に定着しており、また、長野を経由することが利用者にとってわかりやすいものであることが重要で、これにより路線全体の利用拡大にも貢献し、沿線全体のメリットにもなる」として、ついに「長野」の呼称存続を求めることを表明した。しかし、富山県の石井隆一知事は「法令では『北陸新幹線』と明確に書いてある。そう簡単に変える性格のものではない。北陸三県の関係者や多くの方が四十数年間、沿線みんなで努力してきたので、それが基本だと思っている」と述べ、石川県の谷本正憲知事も「金沢が当面は終着駅になるわけだから、堂々と『北陸新幹線』と名乗らないとかえって乗客に誤解を与える」として、北陸地方の県知事からは否定的な反応が示された。また北陸地方の経済界からも「（長野は）今まで既得権を何年か使ってきた。私たちとしては問答無用の気持ち。北陸新幹線で当然」（深山彬金沢商工会議所会頭）と、長野県側の要望を受け入れるつもりはないという発言が相次いだ。
この長野県側と北陸各県側の意見の相違に対し、JR東日本の冨田哲郎社長は2013年3月の定例記者会見で、「正式名称は北陸新幹線」との認識を示しつつ、「愛称的に『長野新幹線』が使用されてきたことに基づく長野県の要望と、富山県、石川県による『北陸を前面に打ち出してほしい』という意見に対して、利用者の分かりやすさという視点を重視しつつ、折り合いを探る」と述べ、同年6月の記者会見でも「利用者に分かりやすいことと、地元の方々に納得していただくことが条件である」との意向を示した。
その後、同年7月中旬、阿部長野県知事は「（金沢延伸開業後も東京駅や時刻表などに）長野を経由する路線であることを示して、利用者に分かりやすくしてもらうようJR東日本に要請する」と改めて表明すると、同月末、長野県内の沿線自治体関係者や経済団体の代表らと東京都内のJR東日本本社を訪問し、冨田哲郎社長に対して「長野」の呼称を残すことを要請した。これに対しJR東日本側からは、「『北陸長野新幹線』は難しいが、何らかの形で『長野』の呼称が残る」旨の発言がなされた。
そして同年10月2日、JR東日本は金沢延伸開業後の路線案内を以下のとおり行うと発表した。
- 現行の「長野新幹線」は使用せず、原則「北陸新幹線」で統一する。
- 利用者の混乱防止の観点から、首都圏駅（東京駅、上野駅、大宮駅）の案内板や時刻表を中心に「北陸新幹線（長野経由）」と表記する[注 28]。
- 金沢行きの列車の場合、放送において「長野経由」と案内する。

また同日、延伸開業区間のうち上越妙高駅から西側を管轄するJR西日本も北陸新幹線の運行体系などを発表したが、路線表記については「現時点でJR西日本管内で『長野経由』を表記する必要性はない」として、JR東日本と同様の対応は行わない旨を表明した。
数年にわたり「長野」表記の存続を求めてきた長野県内の関係者は、このJR東日本の発表を概ね好意的に受け止め、阿部長野県知事は「思いを真摯に受け止め対応していただいた。JR東日本の判断に感謝申し上げたい。外国人観光客などにも長野を経由することが分かりやすくなる」と評価した。